# إريك جورج
اريك جورج هو لاعب كرة قدم غرينادي، ولد في 12 مارس 1975.

## وصلات خارجية
- إريك جورج على موقع قاعدة بيانات كرة القدم.إي يو (الإنجليزية)
- إريك جورج على موقع ناشيونال فوتبول تيمز (الإنجليزية)
- إريك جورج على موقع Soccerbase.com (لاعب) (الإنجليزية)